# Parmotrema conformatum
Parmotrema conformatum är en lavart som först beskrevs av Vain., och fick sitt nu gällande namn av Hale. Parmotrema conformatum ingår i släktet Parmotrema och familjen Parmeliaceae.   Inga underarter finns listade i Catalogue of Life.